# Máy thu GPS

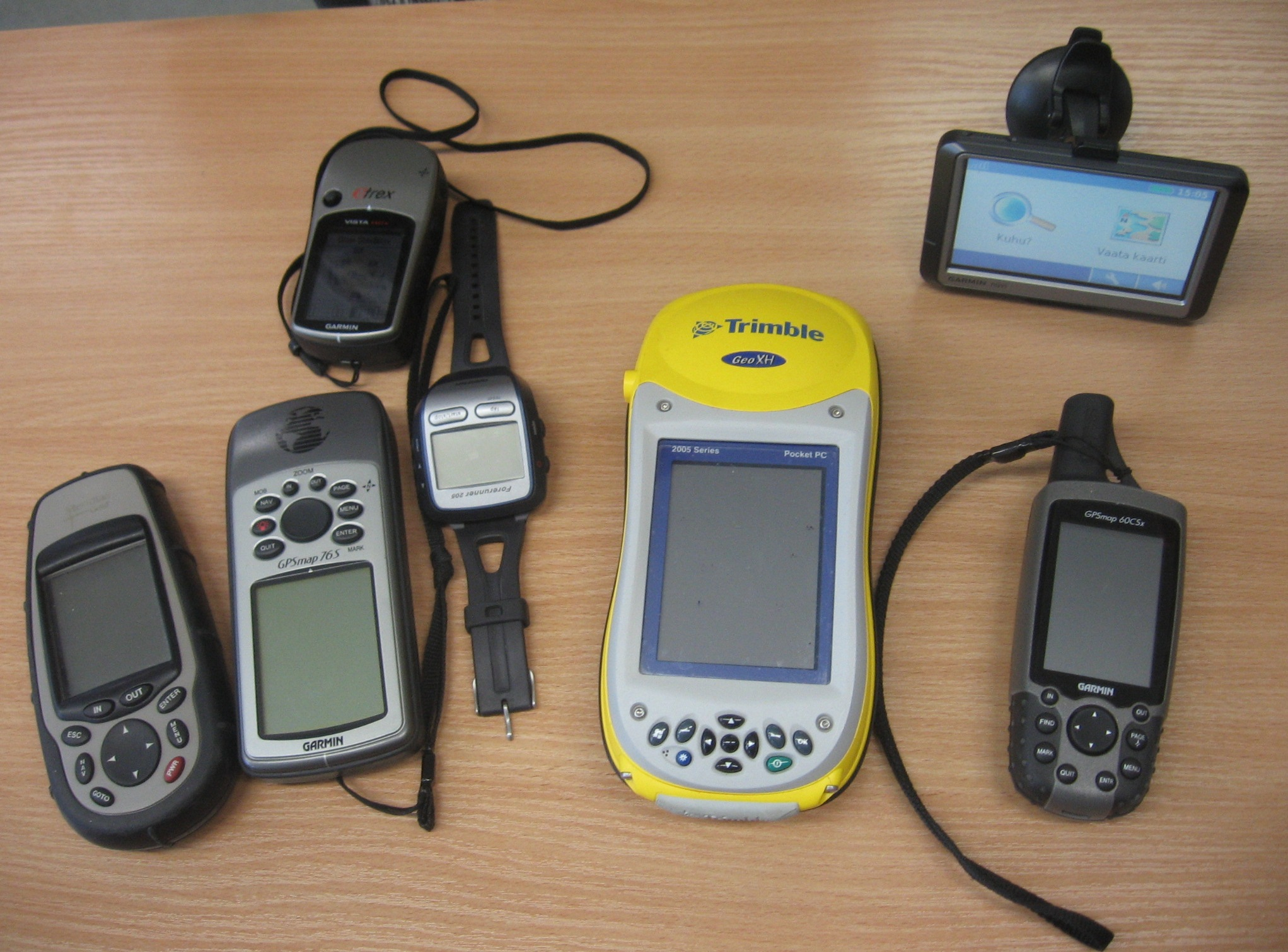
Nhiều loại máy thu GPS cầm tay

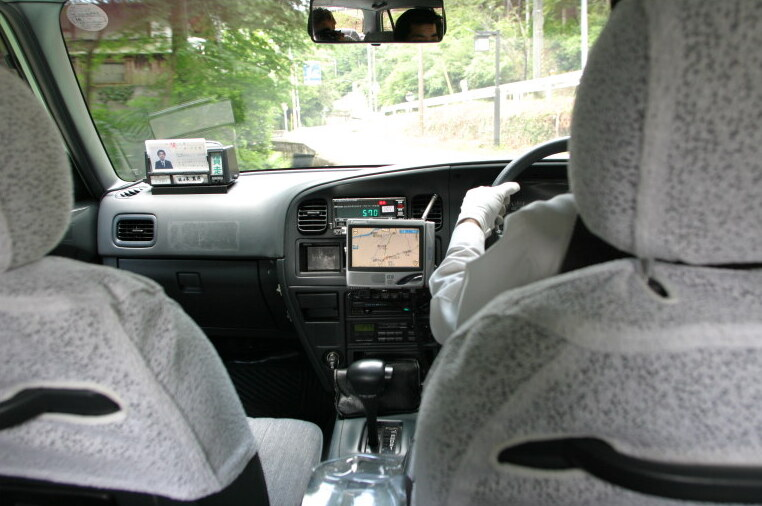
Ôtô được trang bị hệ thống dẫn đường GPS

Máy thu GPS là một thiết bị như một máy tính nhỏ gọn có màn hình gắn liền và anten nhận tín hiệu GPS. Thiết bị này thường chỉ là thiết bị có thông tin một chiều. Nhờ anten GPS nhận tín hiệu từ vệ tinh. Hệ điều hành của máy sẽ thể hiện vị trí trên bản đồ được gài sẵn trong thiết bị. Khi hệ thống giao thông rộng lớn, phức tạp, có nhiều điểm chia cắt, cầu vượt … thì GPS – Navigation là cần thiết và hoàn toàn có thể đầu tư. Chi phí cho GPS – Navigation là giá của thiết bị + nâng cấp bản đồ.

## Cấu tạo
Cấu tạo của các thiết bị này bao gồm nhiều module: module GPS: thu nhận tín hiệu từ các vệ tinh. Module GSM sử dụng SIM điện thoại của các nhà mạng viễn thông. Ví dụ, các mạng viễn thông ở Việt Nam như Viettel, Mobifone, Vinaphone … khi đi ra khỏi địa phận Việt Nam có thể sử dụng Roaming chuyển vùng quốc tế. Module này không chỉ cho phép liên lạc hai chiều, gọi điện, nhắn tin mà còn đảm bảo truyền tất cả dữ liệu liên tục qua GPRS/EDGE vào Internet, ngoài ra còn các module phụ, phục vụ cho việc nâng cao tính năng sử dụng của thiết bị như cảm biến độ nghiêng, chuyển động, khả năng chụp ảnh, cảnh báo. Thiết bị phải đảm bảo hoạt động tốt trong thời gian dài, trong các điều kiện khí hậu, không sợ nóng, sợ ẩm …
Mặt ưu điểm khi sử dụng thiết bị này là cho phép chúng ta theo dõi, nhận biết thông tin liên tục, với thời gian thực (Online – Real Time). Thông tin sẽ năng cao giá trị khi thông tin đó trung thực và có ngay khi cần, Thiết bị có thể thay con người thực hiện một số lệnh như chụp ảnh, tắt hay khởi động máy từ xa …Nhưng vì thế cũng có những điểm yếu của thiết bị, nếu không có tín hiệu GPS, GPRS, GSM hay xấu nhất là không có các tín hiệu đó cùng một lúc thì thiết bị coi như bị vô hiệu hóa. Mặc dù trên thực tế tín hiệu GPS rất it khi mất (Khi chiến tranh xảy ra Bộ Quốc phồng Mỹ mới tắt Hệ thống Định vị GPS), nhưng trường hợp mất GPRS hay GSM thường hay xảy ra, điều này phụ thuộc vùng phủ sóng và chất lượng mạng di động của các nhà cung cấp mạng.
Hệ điều hành của thiết bị được chia làm hai phần, phần nằm trong thiết bị GPS – Theo dõi và Điều hành, phần nằm ở Máy chủ, nơi tất cả các dữ liệu được truyền về, bảo vệ và lưu trữ. Đây chính là một hệ điều hành phức tạp, nó không chỉ phải đáp ứng tính thân thiện với người sử dụng mà phải có tính bảo mật rất cao.
Hệ điều hành - Phần mềm nằm trong thiết bị có nhiệm vụ thu nhận và truyền dữ liệu liên tục vào Internet. Dữ liệu truyền càng nhiều càng tốt vì dữ liệu là những con số trung thực giúp con người tham khảo, suy đoán, để từ đó đưa ra những kết luận đúng đắn. Khi xảy ra sự cố mất tín hiệu GPRS, nhưng GSM vẫn hoạt động thì thông tin phải được nhận biết qua kênh GSM nhờ khả năng nhắn tin. Khi xảy ra sự cố mất tín hiệu GPRS và GSM (Đi vào vùng không phủ sóng) thì thiết bị phải nghi nhớ lại tất cả các sự kiện liên quan và sẽ tự động nhả dữ liệu khi có sóng GSM, GPRS trở lại. …

## Các loại thiết bị
Các loại thiết bị GPS
- Thiết bị GPS giám sát (GPS Tracker)
- Thiết bị GPS dẫn đường (GPS Navigator)
- Thiết bị GPS đo đạc - khảo sát - trắc địa  (...)
- Thiết bị thu phát tín hiệu GPS chuyên dụng (GPS Receiver)
- Module GPS

### Điện thoại di động
- BlackBerry 8XXX
- blackBerry Cuve
- BlackBerry Bold
- BlackBerry Os 5, 6, 7, 10
- Eten X650
- Eten X6233
- Eten X500
- Eten X800
- Iphone 3G
- Nokia N73
- Nokia N810
- Nokia N82
- Nokia N95
- Nokia N95 8GB
- Nokia N96
- Nokia N97
- Nokia N900
- Nokia E90
- Nokia E71
- Nokia E72
- Nokia E75
- Nokia 6110 Navigator
- Nokia 6210 Navigator
- Nokia 7500 Prism Black
- Nokia 5800 XpressMusic
- Nokia 5800 Navigation
- Nokia 2730 Classic
- Nokia 6730
- Samsung B5310
- SamSung i5700
- Nokia C6
- Nokia C5-03
- Nokia 5230